# Mello
Mello (japonsky メロ, Mero) je fiktivní postava z japonského anime seriálu Death Note.

## Osobnost
Mello, známý také jako M, pravým jménem Mihael Keehl (japonsky ミハエル・ケール, Mihaeru Kéru) je Nearův rival. Je starší ze dvou nástupců L, kteří byli vychováni ve Watariho sirotčinci pro nadané děti ve Winchestru v Anglii. Mello byl génius, ale často se nechával unášet svými emocemi. Navíc se vůči Nearovi cítil bezvýznamný, což se jasně promítlo do jeho osobnosti a chování. Když byl L po smrti, nemohl určit, kdo bude jeho nástupce. Mello nebo Near? Mellovi bylo řečeno, že má začít spolupracovat s Nearem. Pokud by s tím souhlasil, byl by brán za číslo dvě. A to on dobře věděl. Také věděl, že se s Nearovou přítomností sám číslem jedna nestane. Právě proto se později z Wammiho sirotčince rozhodl odejít. Se slovy "budu si žít vlastní život!" odchází ze sirotčince a připojuje se k americké mafii a stává se hlavou mafie.
Mello taktéž jako L zbožňuje sladké. Přesněji řečeno čokoládu má vždy při sobě.
| vítězství 2 | vítězství 2 |
| ----------- | ----------- |
| prohry 3    | remíza 1    |

Mello byl velice chytrý a vynalézavý ale na zákony se moc neohlížel. Přesto že nebyl pro Lighta takovou hrozbou jako Near, dokázal mu pěkně zavařit.

## Popis
Blond vlasy sestřižené pod ramena a ofina je pro Mella typická. Později má vlasy o něco více rozcuchané ale na účesu nemění. Dříve černé, později autorem změněné modré oči. Mello nosí především černé kožené oblečení ať je to tričko, kalhoty nebo bunda. Nosí taktéž černé kožené rukavice. Kříž na krku a taktéž kožený pásek. Boty na menším podpatku. Po obrovském výbuchu v mafiánském úkrytu si Mello odnesl nejen výhru, ale také obrovskou jizvu vedoucí od levé části tváře až po rameno.

## Cíl
Jeho cílem je nejen již zmiňovaná výhra nad Nearem, ale také dopadnout kiru, získat zápisník smrti a tak se stát číslem jedna.
" I'll kill anyone, who get's in my way. I'll be a number one!" - by Mello
(Zabiju každého, kdo mi bude stát v cestě. A budu číslo jedna!)

## Vývoj
Po získání jednoho Zápisníku smrti unese Mello Saju Jagami. Light proto zřizuje záchranný tým na dopadení Mella. Mello je po útoku na svoji základnu ošklivě zjizven a jeho pravé jméno leží v Lightových rukou. Po zjištění, že Light je Kira, unáší Kijomi Takadu, aby překazil Kirovi plány, ale je Takadou zabit, protože použila stránku ze Zápisníku smrti. Tento čin způsobí, že Teru Mikami zabíjí Takadu a následně přes řadu událostí je Near schopen překazit Lightovy plány. Near dojde až k závěrečnému zúčtování a vysvětlí, že jen díky pomoci od Mella byl schopen zastavit Lighta. Hal Lidnerová dále věří, že Mello měl v plánu se nechat zabít, aby odkryl Lightovy plány, ale Near tuto teorii odmítá.